# Hans A. Kretzschmar
Hans A. Kretzschmar (* 3. Januar 1953 in München; † 12. Januar 2014) war ein deutscher Mediziner (Pathologe). Er war zuletzt Direktor des Zentrums für Neuropathologie und Prionforschung der Ludwig-Maximilians-Universität München.

## Werdegang
Kretzschmar studierte Medizin an der Universität München. Als Post-Doktorand forschte er 1983 bis 1986 bei Stanley B. Prusiner an der University of California, San Francisco über Prionen. Danach war er ein Jahr bei Charles Weissmann im Institut für Molekularbiologie der Universität Zürich, bevor er sich in München habilitierte. 1992 bis 2000 war er Professor und Leiter der Abteilung Neuropathologie an der Universität Göttingen. Dort leitete er auch das Nationale Referenzzentrum für Prionenkrankheiten. Seit 2000 war er Direktor der Neuropathologie an der Universität München. Er war Berater der Europäischen Union und der WHO in Fragen von Prionenerkrankungen. Er war Leiter des Referenzzentrums für Neurodegenerative Krankheiten und des Referenzzentrums für Prionkrankheiten der Deutschen Gesellschaft für Neuropathologie und Neuroanatomie (DGNN) sowie des Nationalen Referenzzentrums für humane spongiforme Enzephalopathien des Robert Koch-Instituts.
In Göttingen war er an der Entwicklung eines Diagnoseverfahrens für Prionmoleküle beteiligt, die damit erstmals zum Beispiel in der Rückenmarksflüssigkeit von Creutzfeld-Jakob-Patienten nachgewiesen werden konnten.
Seiner Forschungsgruppe gelang die zellfreie Vermehrung von künstlichen Prionen mit PMCA (Protein misfolding cyclic amplification, entwickelt von Claudio Soto, University of Texas) und der Nachweis der Auslösung von Prionkrankheiten mit den künstlich hergestellten Molekülen.
Er war in leitender Funktion am Aufbau einer europäischen Gehirngewebe-Datenbank beteiligt (BrainNet Europe).
1999 erhielt er den Ernst Jung-Preis. Er war Fellow des Royal College of Pathologists (FRCPath).

## Schriften
- mit Martin H. Groschup (Herausgeber): Prion Diseases: Diagnosis and Pathogenesis, Springer Verlag, 2000
- mit Beat Hörnlimann, Detlev Riesner (Hrsg.) Prionen und Prionkrankheiten, De Gruyter 2001
- Molecular pathology of transmissible spongioform Encephalopathies, Neuroscience News, Band 1, 1998
- Molecular pathogenesis of prion diseases, European Archives of Psychiatry and Clinical Neuroscience, Band 249, 1999, Suppl. 3, 56–63